# Храше-при-Преддвору
Храше-при-Преддвору (словен. Hraše pri Preddvoru) — поселення в общині Преддвор, Горенський регіон, Словенія. Висота над рівнем моря: 438,7 м.